# Ivor Weitzer
Ivor Weitzer (Fiume, 24 maggio 1988) è un calciatore croato, centrocampista dell'Opatija.

## Carriera

### Club
Il 1º settembre 2016 passa alla squadra albanese del Vllaznia, con cui firma un contratto annuale con scadenza il 30 giugno 2017.